# Indiahoma
Indiahoma – miasto w Stanach Zjednoczonych, w stanie Oklahoma, w hrabstwie Comanche.